# M-1978 Koksan
Pour la ville, voir Koksan-gun.
Le M-1978 « Koksan » ou sa variante le M-1989, sont des canons automoteurs de calibre 170 mm conçus et fabriqués par la Corée du Nord. Ils sont mal connus en raison du goût du secret du régime. Le Koksan fait sa première apparition publique lors d'une parade militaire en 1985.

## Développement

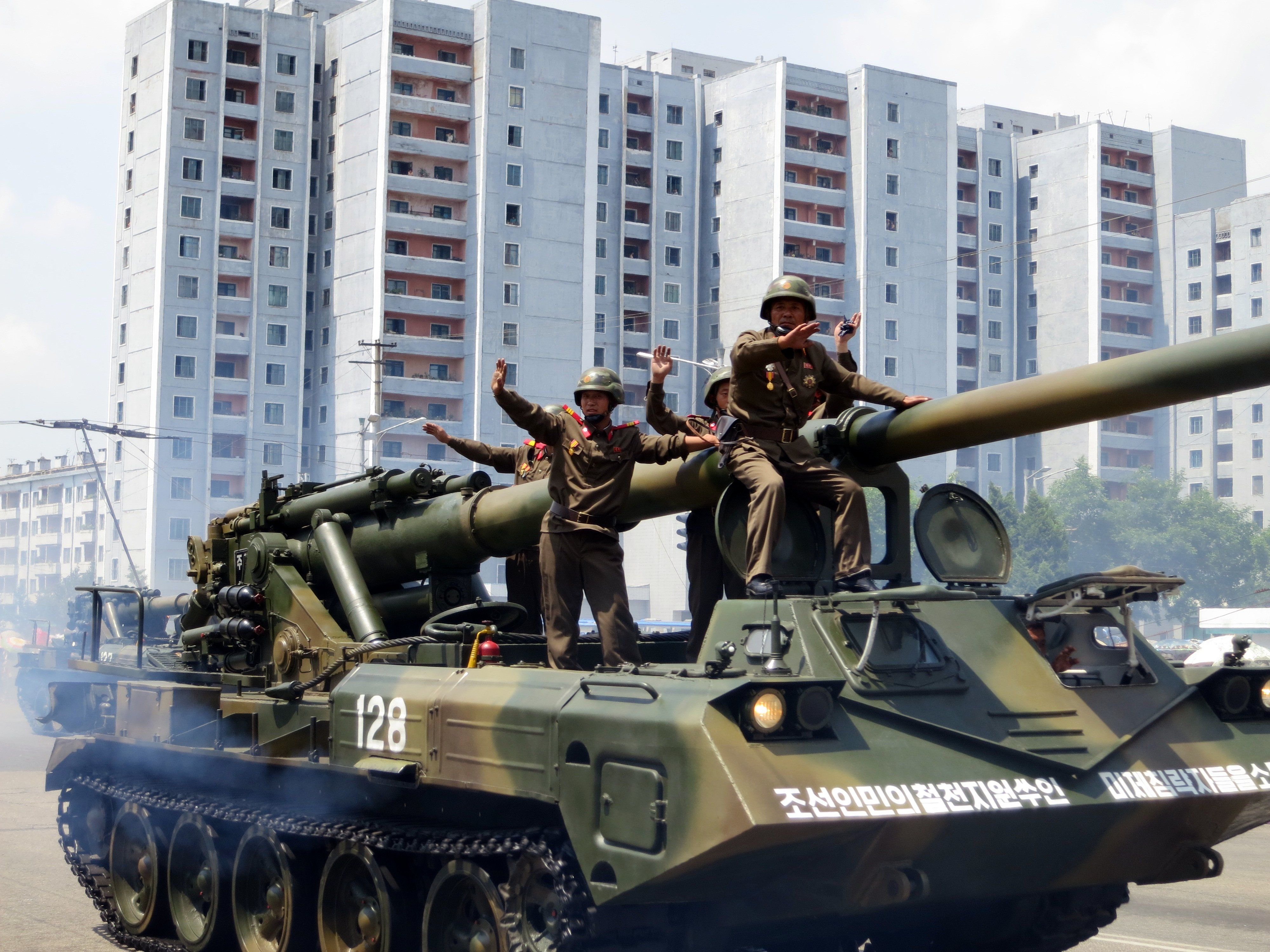
Un Koksan lors d'un défilé en 2013 en Corée du Nord.

Selon Jane's Information Group, le Koksan est basé sur le châssis du char chinois Type 59, ou sur celui d’un tracteur d'artillerie chenillé ATS-59 (en) d'origine russe. Il n’offre pas assez de place pour transporter l’ensemble de son équipage et doit être accompagné par un autre véhicule dans ses déplacements. 
Le canon de 170 mm (un calibre que seule la Corée du Nord utilise) est installé sans superstructure ; il est stabilisé pendant le tir par deux grands pieds repliables à l'arrière. Sa cadence de tir serait très faible, de l’ordre de deux tirs toutes les cinq minutes. L'origine de ce canon est inconnue. C'était peut-être un modèle soviétique destiné à la défense côtière ou monté sur des navires. Sa portée de 40 km peut être étendue à 60 km avec des obus à propulsion additionnelle.
Le nom de l'engin en Occident vient de la ville nord-coréenne de Koksan où il fut aperçu pour la première fois en 1978 ; il est appelé « canon juche » en Corée du Nord.

## Variantes
On en connaît deux : la version M-1978 ne transporte pas ses propres munitions, tandis que la M-1989, version plus tardive ou modification de la précédente, transporte 12 obus.

## Déploiement
La Corée du Nord emploie le M-1978 et le M-1989 en batteries de 36 véhicules principalement le long de la zone coréenne démilitarisée. Ils sont habituellement dissimulés dans des structures de béton couvertes de sable ou de terre.
La première utilisation du Koksan au combat a lieu durant la guerre Iran-Irak (1980-1988). La Corée du Nord en fournit à l'armée iranienne, qui les utilise avec succès contre les batteries et les positions irakiennes reculées.  
En novembre 2024, deux de ces pièces d'artillerie ont été photographiées sur un train à Krasnoïarsk en Sibérie orientale, Russie.
Plusieurs exemplaires sont déployés en Crimée début avril 2025.